# Choaspes plateni
Choaspes plateni, thường được biết đến với tên the Branded Awlking, là một loài bướm thuộc họ Bướm nhảy được tìm thấy ở châu Á.

## Range
The Branded Awlking được tìm thấy ở Ấn Độ (Sikkim, Assam), phía nam Myanma (bao gồm Mergui), Malaysia, the Indonesian archipelago (bao gồm Borneo, Sumatra, Nias, Bangka, Palawan), Thái Lan, Lào, Việt Nam và Hải Nam.

## Status
Rare.